# Hissar
|  | Per a altres significats sobre Hissar o Hisar, vegeu «Hisar». |

Hissar o Hisar  (hindi ‍हिसार, Punjabi: ਹਿਸਾਰ), modernament escrit com Hisar però tradicionalment com Hissar, és una ciutat i municipi de l'estat d'Haryana a l'Índia, capital del districte d'Hisar. Està situada a 29° 05′ 05″ N, 75° 45′ 55″ E / 29.08472°N,75.76528°E. Al cens del 2001 figura amb 256.810 habitants. La població el 1901 era de 17.647 habitants i el 1881 de 14.167 i el 1868 de 14.138.

## Història
Fou fundada per Firuz Shah Tughluk (1351-1388) el 1354 (acabada el 1356 després de més de 2 anys) sobre les ruïnes de la ciutat hindú i jainista d'Iksaru. Hissar és una paraula turca que vol dir "fortalesa" i inicialment es va dir Hissar Firuza (Hissar Firoza, Hisar Feroza, Hisar-e-Firoza i altres variants); fou proveïda d'aigua per un canal conegut modernament com a Canal Occidental del Jumna. Sota els mongols fou capital d'un sarkar. El 1783 va quedar buida a causa d'una fam. Fou possessió de George Thomas del 1796 al 1801, de Sindhia de Gwalior (1801-1803) i dels britànics (1803-1820) sota els que fou capital d'un districte (1810-1820 i 1837-1947). Va pertànyer als Territoris Cedits i Conquerits i després Províncies del Nord-oest, i després del 1858 a la província del Panjab. La municipalitat es va crear el 1867. Sota l'Índia independent va restar a la província de Panjab (1947-1950) i després estat de Panjab (1950-1966) fins a la creació de l'estat d'Haryana el 1966, sent sempre capital de districte.

## Llocs interessants
1. Dues universitats
2. Temple de Shri Hanuman a 15 km
3. Parc Deer per infants
4. Base militar (tancs)
5. Agroha
6. La ciutat propera d'Hansi
7. Palau de Gujri Mahal construït per Firuz Shah per a la seva dona Gujri. Un túnel secret comunica el palau amb Delhi (165 km)